# Porfyrio
Publius Pomponius Porphyrio (I połowa III wieku) – rzymski gramatyk i scholiasta. Był autorem komentarzy do dzieł Horacego. Komentarze te zachowały się do czasów współczesnych.